# Behlendorfer See
Der Behlendorfer See liegt bei Behlendorf im Naturpark Lauenburgische Seen westlich von Ratzeburg im südöstlichen Schleswig-Holstein. Er hat eine Größe von 70 Hektar und eine Tiefe von bis zu 15 Metern. Seine Uferlänge beträgt sechs Kilometer. Bis 1935 im unmittelbaren Besitz der Stadt Lübeck, ist der See seither durch Gütertausch Eigentum der Stiftung Heiligen-Geist-Hospital in Lübeck. Die im See gelegene Insel ist ein Naturdenkmal. Am südwestlichen Ufer befindet sich eine Badestelle. Der See eignet sich zum Angeln von Hechten, Karpfen und Aalen, das Fischereirecht besitzt der ASV Trave.